# 日本理学療法士協会
公益社団法人日本理学療法士協会（にほんりがくりょうほうしきょうかい, Japanese Physical Therapy Association）は、理学療法士によって構成される職能団体。1966年（昭和41年）に設立され、法人の設立は1972年（昭和47年）である。理学療法に関する啓蒙、啓発活動や理学療法士の利益を守るための社会的活動などを行っている。

## 沿革
- 1966年（昭和41年） - 日本理学療法士協会設立　第1回日本理学療法士学会開催　第1回日本理学療法士全国研修会開催
- 1972年（昭和47年 - 厚生省より社団法人として認可される。
- 1990年（平成2年） - 日本学術会議により学術研究団体として認定される。
- 1999年（平成11年） - 世界理学療法連盟学会を開催（横浜市）。
- 2012年（平成24年） - 公益法人制度改革への対応に伴い、内閣総理大臣より公益社団法人として認可される。

## 主な活動
学術活動
- 学会の開催（全国、 ブロック学会、 都道府県学会）
- 研修会・講習会・研究会の開催
- 「理学療法学」（8回/年）、英文誌（1回/年）の発行
- 生涯学習（新人教育）システム
- 白書、その他の学術書の発行
- 専門領域研究会の開催
- 世界理学療法連盟学会活動（国際交流）

社会活動
- 都道府県の保健福祉公益活動への協力
- 東南アジア、アフリカなどへの海外協力隊員の派遣などの国際活動
- 関係諸団体との提携、交流
- 会員同士の交流、親睦

## 協会長
- 半田一登（2007年 - 2021年）
- 斉藤秀之（2021年 - ）